# Südweststadion
Le Südweststadion est un stade omnisports allemand (servant principalement pour le football) situé dans la ville de Ludwigshafen, en Rhénanie-Palatinat.
Le stade, doté de 6 000 places et inauguré en 1937, sert d'enceinte à domicile à l'équipe d'athlétisme du ABC Ludwigshafen.

## Histoire
Le stade, pouvant à l'époque accueillir 14 000 spectateurs, ouvre ses portes en 1937 sous le nom de Adolf-Hitler-Stadion. Il est inauguré le 25 septembre 1937.
Lors des bombardements alliés de Mannheim (la ville voisine) et de Ludwigshafen pendant la Seconde Guerre mondiale en 1940, le stade est fortement endommagé et doit être reconstruit à partir de 1946.
Après la rénovation de 1950, la capacité d'accueil du stade est ramenée à 41 383 spectateurs (en faisant à l'époque un des plus grands stades d'Allemagne de l'Ouest). Il est réinauguré le 11 novembre 1950.
Le 22 juin 1952, le stade accueille la finale du championnat d'Allemagne de l'Ouest 1951-52 (victoire finale 3-2 du VfB Stuttgart sur le FC Sarrebruck), le tout devant 84 000 spectateurs (record d'affluence au stade encore à ce jour).
L'Arminia Ludwigshafen joue la plupart de ses matchs à domicile de 1952 à 1979 dans le stade (à partir de 2013, le club joue à nouveau occasionnellement quelques matchs au stade).
Le 17 avril 1954, le stade accueille la finale de la Coupe d'Allemagne de l'Ouest 1953-54 (victoire finale 1-0 du VfB Stuttgart sur le FC Cologne).
Le 9 juin 1968, il accueille à nouveau la finale de la coupe de 1967-68 (victoire finale 4-1 du FC Cologne sur le VfL Bochum).
Lorsqu'il est annoncé que la RFA accueillerait la coupe du monde de 1974, la ville de Ludwigshafen est la première candidate au comité d'organisation. Ce dernier préfère finalement le Waldstadion de Francfort-sur-le-Main au lieu du Südweststadion.
Entre 1983 et 1989, le SV Waldhof Mannheim dispute ses matchs à domicile au Südweststadion.
En 2005, le club du FSV Oggersheim s'installe au stade (il y reste jusqu'en 2009). Après la rénovation de 2007 (pour un investissement total de la ville de 1,5 million €), la capacité d'accueil du stade est ramenée à 6 000 spectateurs.
Le FC Kaiserslautern a également disputé plusieurs matchs à domicile dans le stade dans les années 1950 et 1960 en raison de la grande capacité du stade. Il dispute ses deux derniers matchs au Südweststadion lors de la saison 1978-79, année de l'inauguration du Fritz-Walter-Stadion.

## Événements
- 1952 : Finale du Deutscher Fußballmeister
- 1954 : Finale de la DFB Pokal
- 1968 : Finale de la DFB Pokal

### Matchs internationaux de football
| Date             | Compétition  | Équipes                                | Score | Affluence |
| ---------------- | ------------ | -------------------------------------- | ----- | --------- |
| 21 décembre 1952 | Match amical | Allemagne de l'Ouest — Yougoslavie     | 3-2   | 70 000    |
| 27 avril 1960    | Match amical | Allemagne de l'Ouest — Portugal        | 2-1   | 41 383    |
| 29 avril 1964    | Match amical | Allemagne de l'Ouest — Tchécoslovaquie | 3-4   | 41 383    |
| 1er juin 1966    | Match amical | Allemagne de l'Ouest — Roumanie        | 1-0   | 41 383    |

### Concerts
| Elton John & Stephan Eicher                                  | 2 juin 1984  |
| Michael Jackson                                              | 30 août 1992 |
| Eros Ramazzotti                                              | 6 juin 1998  |
| Bon Jovi                                                     | 13 août 2000 |
| Bruce Springsteen                                            | 10 mai 2003  |
| Herbert Grönemeyer                                           | 30 mai 2003  |
| Metallica, Lostprophets & Slipknot                           | 8 juin 2004  |
| Iron Maiden, Papa Roach, Mastodon, Lauren Harris & In Flames | 8 juin 2007  |
| Peter Maffay                                                 | ?            |

## Galerie

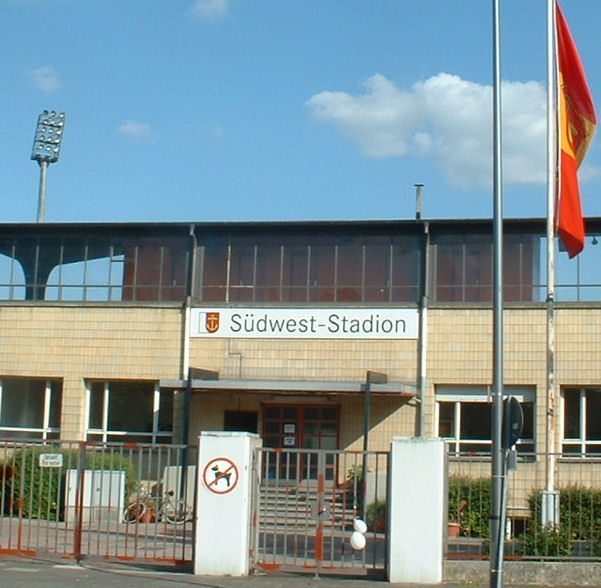
Entrée du stade
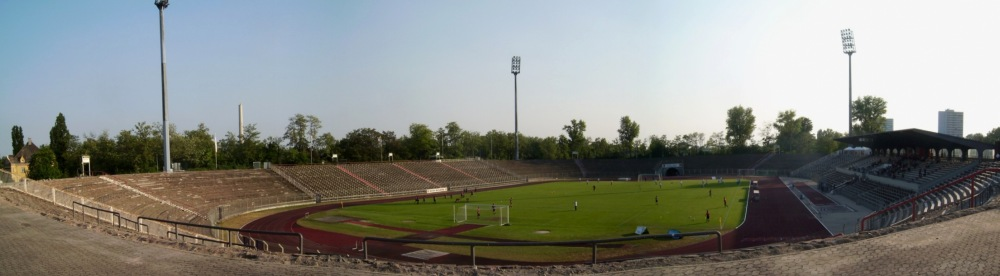
Panorama du stade depuis la tribune n°1
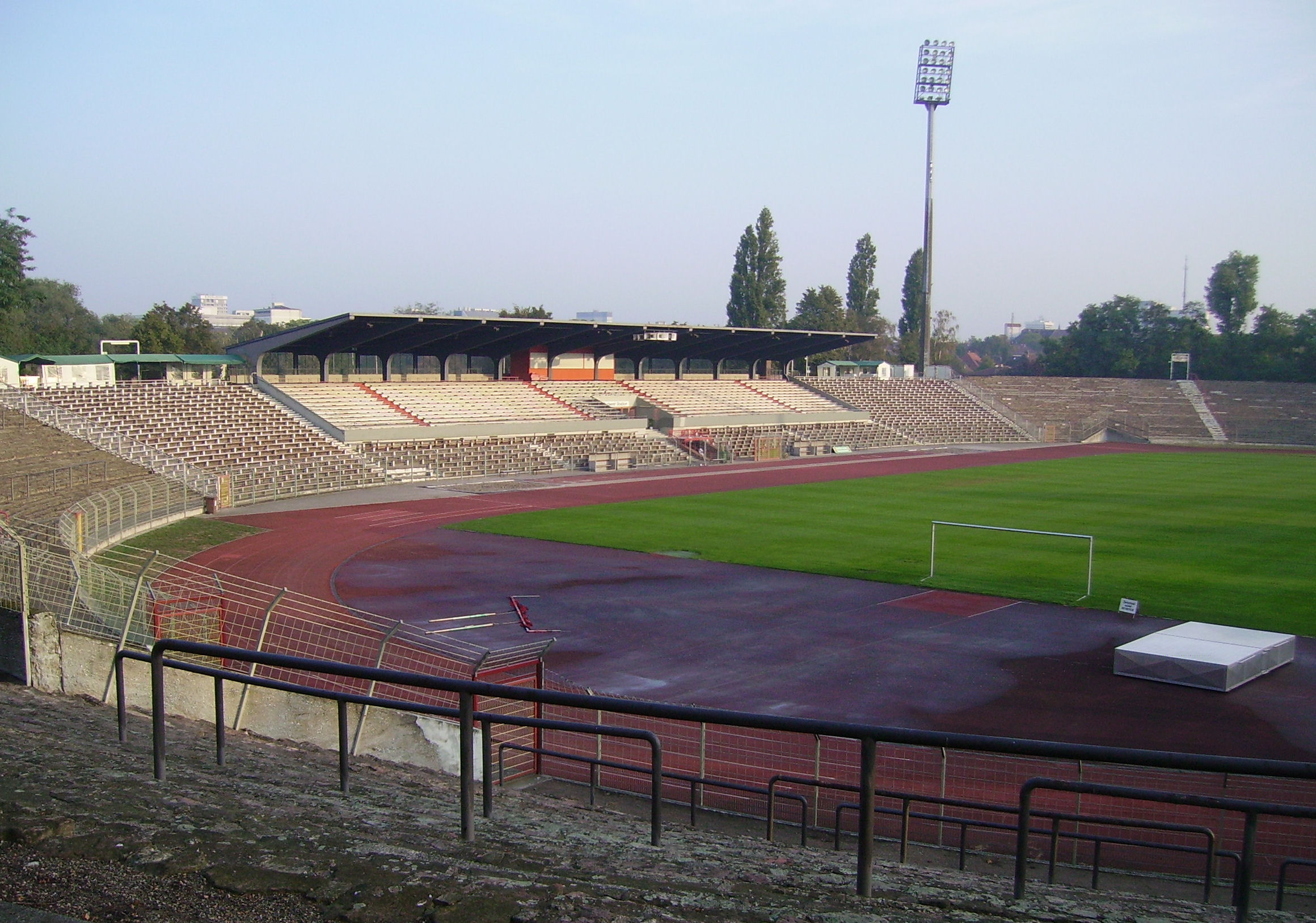
Panorama du stade depuis la tribune n°2
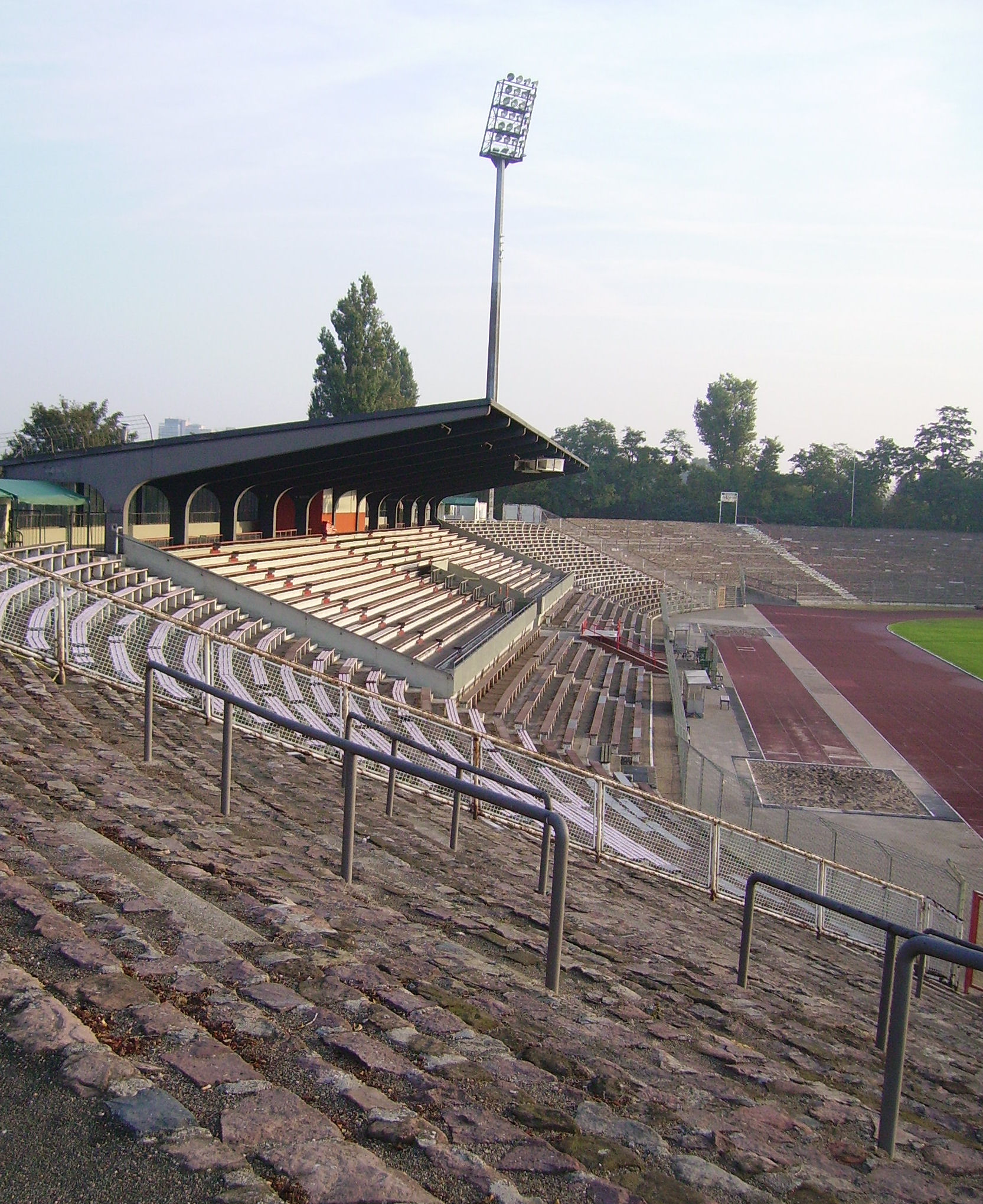
Tribune du stade n°1
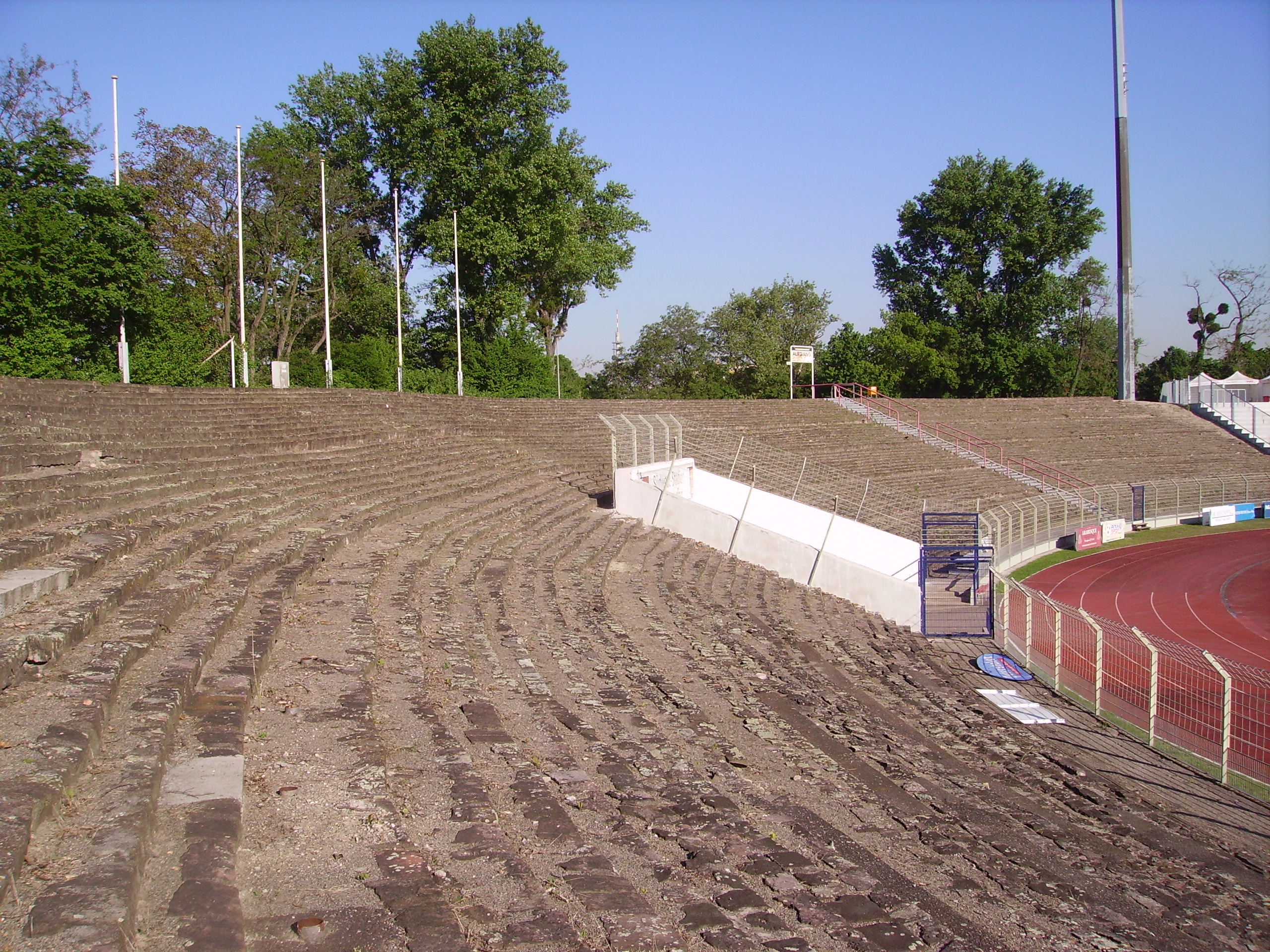
Tribune du stade n°2
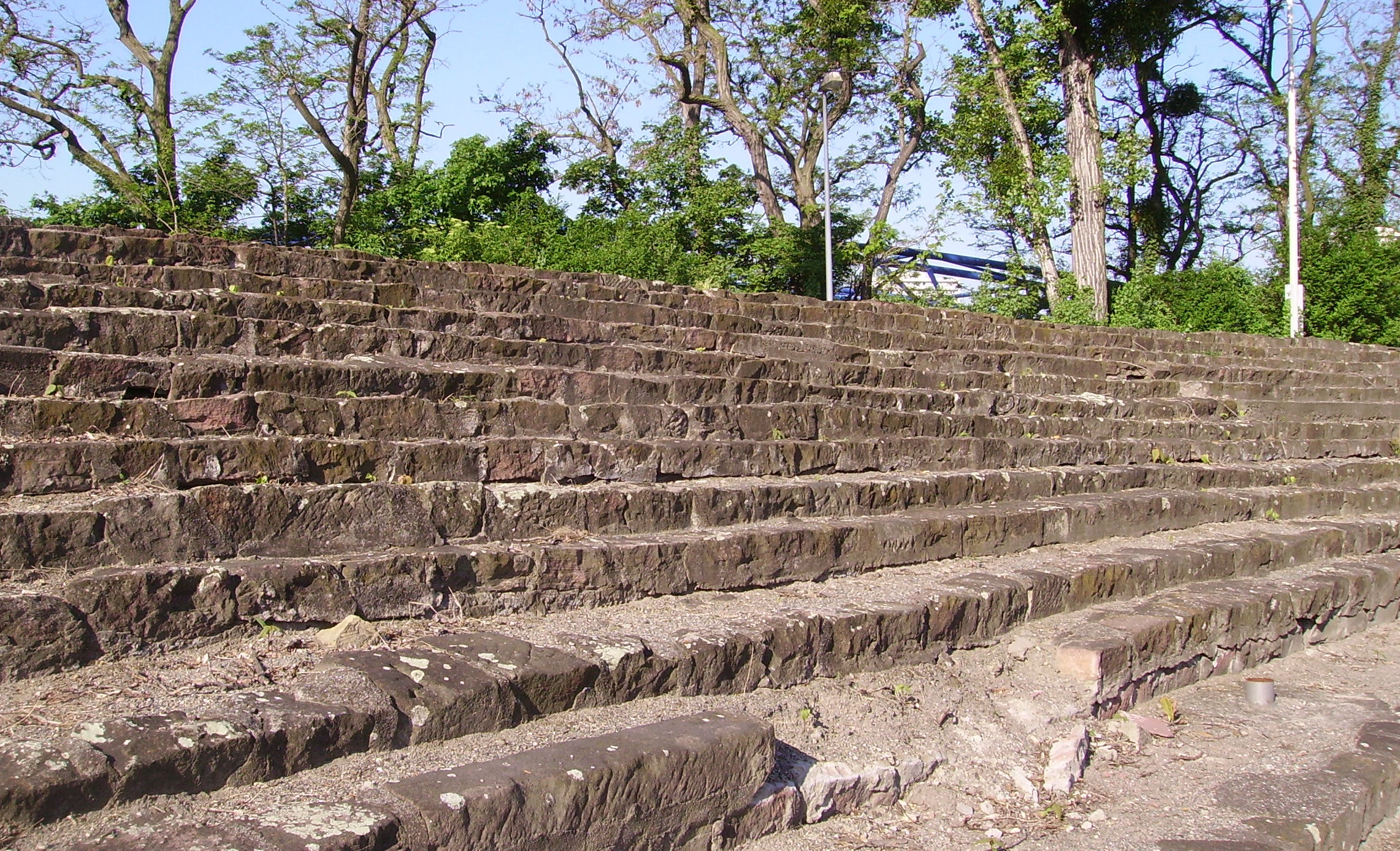
Tribune du stade n°3